# Leslie Grossman
Leslie Erin Grossman (sinh ngày 25/10/1971) là nữ diễn viên người Mỹ. Cô được biết tới qua vai diễn Lauren trong bộ phim sitcom What I Like About You và nhiều lần hợp tác với Ryan Murphy, xuất hiện với vai Mary Cherry trong series phim Popular (1999 - 2001), và trong vai nhiều nhân vật khác nhau trong series phim kinh dị Truyện kinh dị Mỹ.

## Đời tư
Grossman có một cô con gái tên Goldie. Cô cũng là một người Do thái.

## Danh sách phim

### Điện ảnh
| Năm  | Tên phim                                | Vai diễn                   | Ghi chú    |
| ---- | --------------------------------------- | -------------------------- | ---------- |
| 1998 | The Opposite of Sex                     | Girl Student               |            |
| 1998 | Can't Hardly Wait                       | Ready to Have Sex's Friend |            |
| 2005 | Miss Congeniality 2: Armed and Fabulous | Pam                        |            |
| 2006 | Running with Scissors                   | Sue                        | Uncredited |
| 2007 | Itty Bitty Titty Committee              | Maude                      |            |
| 2007 | What We Do Is Secret                    |                            | Uncredited |
| 2009 | Spring Breakdown                        | Hooker                     |            |

### Truyền hình
| Năm         | Tên phim                          | Tên phim                              | Vai diễn                   | Ghi chú                                  |
| Năm         | Tiếng Việt                        | Tiếng Anh                             | Vai diễn                   | Ghi chú                                  |
| ----------- | --------------------------------- | ------------------------------------- | -------------------------- | ---------------------------------------- |
| 1998        |                                   | Guys Like Us                          | Amy                        | Tập: "Pilot"                             |
| 1999 - 2001 |                                   | Popular                               | Mary Cherry                | 43 tập                                   |
| 2000        |                                   | Girl Band                             | Mindy                      | Phim truyền hình                         |
| 2002        |                                   | Any Day Now                           | Mildred Harrison           | Tập: "Let the Games Begin"               |
| 2002        |                                   | Charmed                               | Phoebe's Assistant         | Tập: "Witch Way Now?"                    |
| 2003        |                                   | CSI: Crime Scene Investigation        | Wendy Orr                  | Tập: "One Hit Wonder"                    |
| 2003 - 2006 |                                   | What I Like About You                 | Lauren                     | 66 tập                                   |
| 2003 - 2008 |                                   | Nip/Tuck                              | Bliss Berger               | 3 tập                                    |
| 2006        |                                   | The Jake Effect                       | Kimmy Ponder               | 6 tập                                    |
| 2006        |                                   | Help Me Help You                      | Kendra                     | Tập: "The Sheriff"                       |
| 2007        |                                   | What News?                            | Misti Lake                 | Phim truyền hình                         |
| 2007        |                                   | Up All Night                          | Erika                      | Phim truyền hình                         |
| 2007        |                                   | Notes from the Underbelly             | Deena                      | Tập: "Not Without My Noodles"            |
| 2008        |                                   | Grey's Anatomy                        | Lauren Hammer              | Tập: "In the Midnight Hour"              |
| 2009        |                                   | Trust Me                              | Julie Finn                 | 2 tập                                    |
| 2009        |                                   | In the Motherhood                     | Maggie                     | 2 tập                                    |
| 2009 - 2010 |                                   | 10 Things I Hate About You            | Darlene Tharp              | 6 tập                                    |
| 2010        |                                   | The Gentlemen's League                | Leslie                     | Unsold television pilot                  |
| 2010        |                                   | Dexter                                | Laurel Mendell             | Tập: "Hop a Freighter"                   |
| 2011        |                                   | Hot in Cleveland                      | Elise                      | Tập: "I Love Lucci: Part One"            |
| 2011        |                                   | Outsourced                            | Marcy Donovan              | Tập: "Charlie Curries a Favor from Todd" |
| 2011        |                                   | Better with You                       | Francine                   | Tập: "Better Without a Job"              |
| 2011        |                                   | Melissa & Joey                        | Emily                      | Tập: "The Mel Word"                      |
| 2011        |                                   | Drop Dead Diva                        | Kristin Mulraney           | Tập: "You Bet Your Life"                 |
| 2012        |                                   | The New Normal                        | Melissa                    | Tập: "Pilot"                             |
| 2012        |                                   | Scandal                               | Lisa                       | 3 tập                                    |
| 2012        |                                   | Ben and Kate                          | Nan                        | Tập: "Guitar Face"                       |
| 2013        |                                   | Whitney                               | Michelle                   | Tập: "Snapped"                           |
| 2013        |                                   | Major Crimes                          | Claire Hunter              | Tập: "Poster Boy"                        |
| 2014        |                                   | Sean Saves the World                  | Susan                      | Tập: "Sean The Fabulous"                 |
| 2014        |                                   | Modern Family                         | Katie                      | Tập: "Three Dinners"                     |
| 2015        |                                   | Barely Famous                         | Bản thân                   | Tập: "Not a Booty Call"                  |
| 2015        |                                   | 2 Broke Girls                         | Amy                        | Tập: "And the Gym and Juice"             |
| 2015        |                                   | Nicky, Ricky, Dicky & Dawn            | Robin                      | 2 tập                                    |
| 2016        |                                   | The Soul Man                          | Megan                      | Tập: "Hangin' with Mr. Cupper"           |
| 2017        |                                   | Speechless                            | Người mẹ ở siêu thị        | Tập: "D-I Ding"                          |
| 2017        | Truyện kinh dị Mỹ: Hội kín        | American Horror Story: Cult           | Meadow Wilton              | 6 episodes                               |
| 2017        | Truyện kinh dị Mỹ: Hội kín        | American Horror Story: Cult           | Patricia Krenwinkel        | Tập: "Charles (Manson) in Charge"        |
| 2017 - 2018 |                                   | The Good Place                        | Donna Shellstrop           | 3 tập                                    |
| 2018        | Truyện kinh dị Mỹ: Tận thế        | American Horror Story: Apocalypse     | Coco St. Pierre Vanderbilt | 8 episodes                               |
| 2018        |                                   | Fuller House                          | Bác sĩ Lesley Miller       | Tập: "Opening Night"                     |
| 2019        | Truyện kinh dị Mỹ: 1984           | American Horror Story: 1984           | Margaret Booth             | 8 episodes                               |
| 2019        |                                   | Goliath                               | Rochelle Purple            | 4 tập                                    |
| 2019 - 2020 |                                   | Shrill                                | Cindy                      | 2 tập                                    |
| 2019 - 2020 | The Goldbergs                     | Jane Bales                            | 2 tập                      |                                          |
| 2020 - 2021 |                                   | Love, Victor                          | Georgina Meriwether        | 4 tập                                    |
| 2021        | Truyện kinh dị Mỹ: Hai câu chuyện | American Horror Story: Double Feature | Ursula Caan                | 5 tập                                    |